# Bisdom Chanthaburi

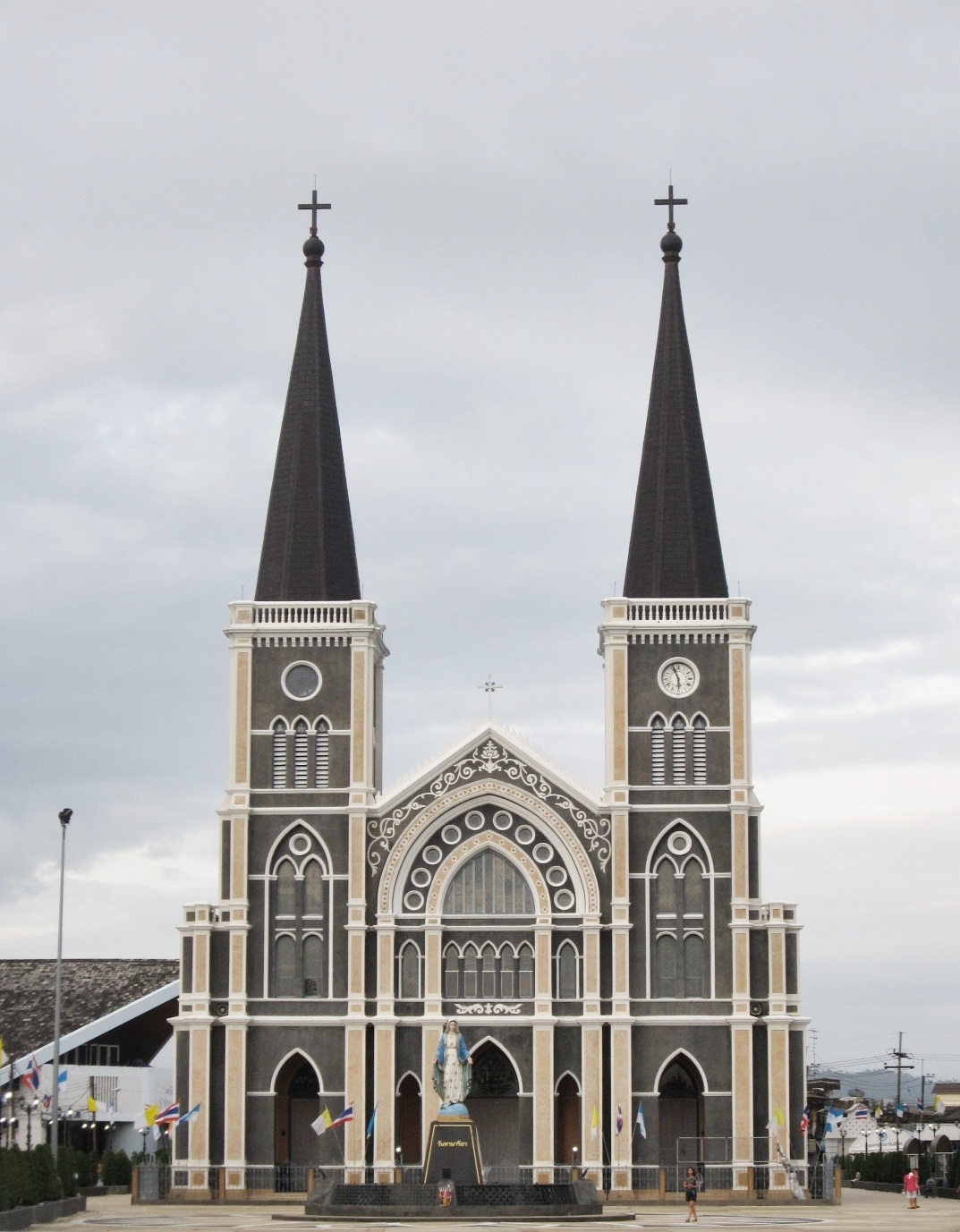
De Onbevlekte Ontvangeniskathedraal van Chanthaburi

Het bisdom Chanthaburi (Latijn: Dioecesis Chanthaburiensis) is een rooms-katholiek bisdom met als zetel Chanthaburi in Thailand. Het is een suffragaan bisdom van het aartsbisdom Bangkok. Het bisdom werd opgericht in 1965.
In 1944 werd het apostolisch vicariaat Chantaburi opgericht. In 1965 werd dit verheven tot een bisdom.
In 2021 telde het bisdom 41 parochies. Het bisdom heeft een oppervlakte van ongeveer 34.000 km² en omvat de provincies Chanthaburi, Chonburi, Prachinburi, Rayong, Sa Kaew en Trat, en delen van de provincies Chachoengsao en Nakhon Nayok. Het bisdom telde in 2021 55.806 katholieken op een totaal van 5.107.000 inwoners, 1,1% van de totale bevolking.

## Bisschoppen
- Francis Xavier Sanguon Souvannasri (1965-1970)
- Lawrence Thienchai Samanchit (19712009)
- Silvio Siripong Charatsri (2009-2023)

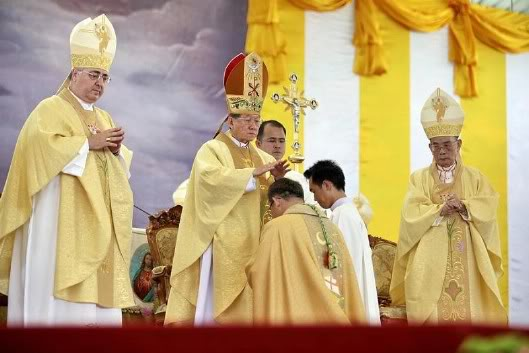
De bisschopswijding van Silvio Siripong Charatsri in 2009

Het bisdom (rood) binnen Thailand

- Philip Adisak Phorn-Ngam (2024-)